# Embarque del rey Amadeo en el puerto de La Spezia, Italia
Embarque del rey Amadeo en el puerto de La Spezia, Italia es un cuadro del pintor español Luis Álvarez Catalá. Lo pintó en Roma (está firmado y fechado en 1872) y actualmente se conserva en el Museo Naval de Madrid.

## Descripción
El cuadro recrea el momento histórico en el que el hijo del rey italiano Víctor Manuel, Amadeo I de Saboya, embarca desde el puerto italiano de La Spezia en la fragata española Numancia para viajar a Cartagena. Su destino era aceptar la corona española que el Presidente del Consejo de Ministros de España, Juan Prim, había ofrecido al noble italiano.